# Walter Strauß (Politiker)

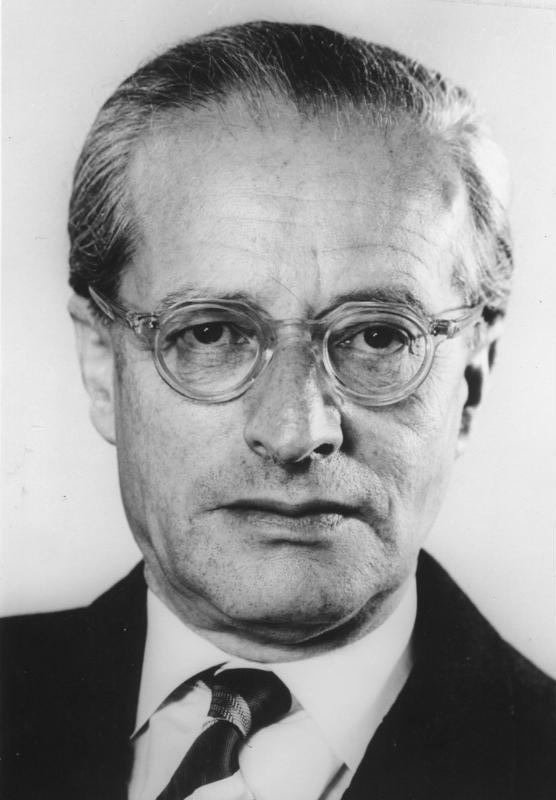
Walter Strauß (1947).

Walter Strauß (* 15. Juni 1900 in Berlin; † 1. Januar 1976 in Baldham, Gemeinde Vaterstetten) war ein deutscher Jurist sowie Politiker der CDU. Von 1949 bis 1963 war er Staatssekretär im Bundesjustizministerium. Im Zuge der Spiegel-Affäre wurde Strauß im Frühjahr 1963 entlassen, weil er seinem Minister Wolfgang Stammberger Informationen vorenthalten hatte.

## Leben und Beruf
Walter Strauß wuchs in Berlin in einer jüdischen Familie auf; er war der Sohn des bekannten Internisten Hermann Strauß und dessen Ehefrau Elsa, geb. Isaak. Strauß studierte nach dem Abitur Rechtswissenschaften und wurde 1924 in Heidelberg zum Doktor der Rechte promoviert. Er war zunächst Hilfsrichter an Berliner Gerichten und ab 1928 kommissarisch im Reichswirtschaftsministerium beschäftigt, blieb aber Gerichtsassessor. Zum 30. April 1933 wurde Strauß beurlaubt. Seine 1934 verfügte Ruhestandsversetzung zum 1. März 1935 konnte nicht auf seine jüdische Herkunft gestützt werden, denn Strauß stand als „Teilnehmer an der Niederschlagung des Spartakusaufstands“ einem Frontkämpfer gleich. Dies schützte ihn aber nicht, weil formal auf die allgemeine Regelung des § 6 des sogenannten Gesetzes zur Wiederherstellung des Berufsbeamtentums ausgewichen wurde. Ab dem 1. Juli 1936 war Strauß für einige Monate juristischer Hilfsarbeiter in der Berliner Rechtsanwaltskanzlei Dr. W. Schmidt, Dr. Wilh. Beutner, Dr. F. Kempner, Dr. H. Pinner, Dr. Joachim Beutner. Zunächst als Wirtschaftsberater tätig, musste er sich später als Arbeiter in der Rüstungsindustrie verdingen. Walter Strauß’ Eltern wurden 1942 in das Ghetto Theresienstadt deportiert, wo der Vater einem Herzinfarkt erlag und sich die Mutter eine schwere Infektion zuzog, die zu ihrem Tode führte.

## Nachkriegszeit
Strauß beteiligte sich 1945 an der Gründung der CDU Berlin, wechselte aber schon bald in den Landesverband Hessen.
Er war 1946 Mitglied des Direktoriums beim Länderrat des amerikanischen Besatzungsgebietes in Stuttgart, 1946/1947 Staatssekretär im Hessischen Staatsministerium, von 1947 bis 1948 stellvertretender Direktor, dann von 1948 bis 1949 Leiter des Rechtsamtes in der Verwaltung für Wirtschaft es Vereinigten Wirtschaftsgebiets (Bizone).
Danach wurde er Mitglied des Parlamentarischen Rates (1948–1949), wo er stellvertretender Vorsitzender des Ausschusses für Zuständigkeitsabgrenzung war.

## Staatssekretär im Justizministerium
Strauß kandidierte Strauß 1949 vergeblich für den 1. Deutschen Bundestag, wurde aber nach der Wahl 1949 beamteter Staatssekretär im Bundesjustizministerium. Er hatte dieses Amt bis 1963 unter folgenden Ministern inne: Thomas Dehler (FDP), Fritz Neumayer (FDP), Hans-Joachim von Merkatz (DP), Fritz Schäffer (CSU), Wolfgang Stammberger (FDP) und Ewald Bucher (DVP/FDP).
Strauß hatte beträchtlichen Einfluss auf die Personalpolitik des BMJ seit 1949. 2016 erschien der Bericht einer unabhängigen wissenschaftlichen Kommission, die den Umgang des BMJ mit der NS-Vergangenheit in den Anfangsjahren der Bundesrepublik untersucht hat (Die Akte Rosenburg). Die Studie dokumentiert, dass im Bundesministerium der Justiz maßgeblich Beamte und Mitarbeiter den Geist des Amtes mitbestimmten, die vor 1945 im Reichsjustizministerium, bei Sondergerichten und als Wehrrichter tätig waren. Im Kontext der Einstellungspraxis für NS-belastete Juristen und deren Folgen wird die Rolle von Walter Strauß in der Studie einer kritischen Würdigung unterzogen.
Nach der Spiegel-Affäre wurde Strauß 1963 in den Ruhestand versetzt, weil er Bundesjustizminister Wolfgang Stammberger (FDP) nicht über die Ermittlungen gegen den Spiegel unterrichtet hatte und insbesondere nicht über die Informationen, die er von Franz Josef Strauß (CSU) – mit dem er nicht verwandt war – erhalten hatte.
Nach seinem Abschied wurde er als Richter an den Europäischen Gerichtshof berufen.